# Sääminginsalo
Sääminginsalo è un'isola della Finlandia, situata all'interno del lago Saimaa, nella regione del Savo Meridionale.
Ha una superficie di 1069 km², che la rende l'isola lacustre più grande d'Europa e la terza al mondo.
Tale situazione è però controversa in quanto il lago Saimaa è costituito da bacini lacustri distinti (Suur-Saimaa, Orivesi, Puruvesi, Haukivesi, Yövesi, Pihlajavesi e Pyhäselkä), situati a livelli differenti tra loro collegati da rii. Per questo motivo, dal punto di vista geografico, Sääminginsalo non viene univocamente considerata un'isola in senso stretto.
Amministrativamente è divisa tra i comuni di Enonkoski, Savonlinna, Savonranta, Kerimäki e Punkaharju.